# Diardtrogon
Der Diardtrogon (Harpactes diardii), Syn. Trogon diardii, ist eine Vogelart aus der Familie der Trogone (Trogonidae).
Der Vogel kommt in Brunei, Indonesien, Malaysia, Singapur und Thailand vor.

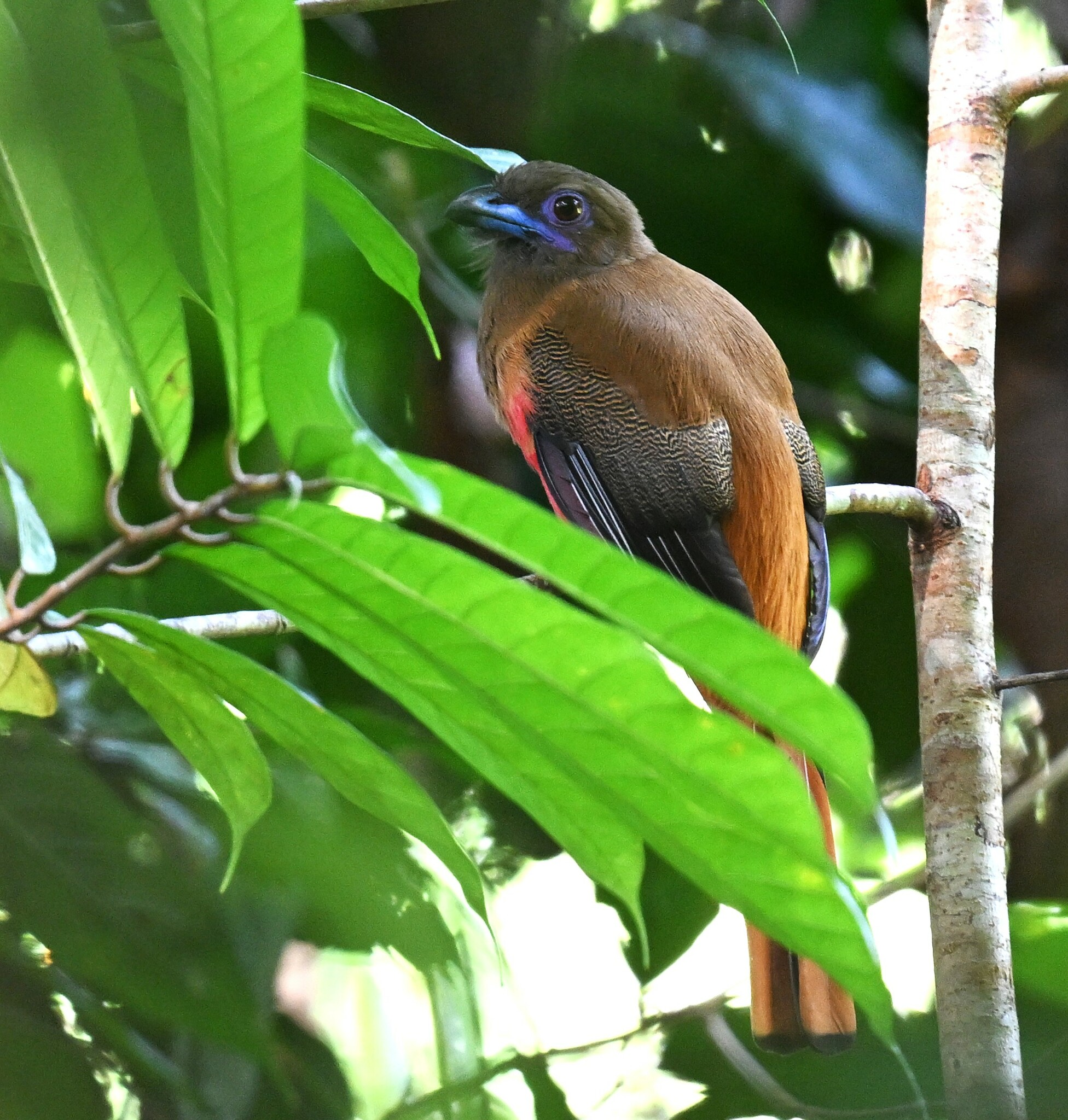
Weibchen

Der Lebensraum umfasst subtropischen oder tropischen  feuchte Wälder im Tiefland und auf Hügeln bis 900 m in Malaysia, in Thailand meist nur bis 600 m, in Borneo selten bis 1200 m Höhe. Die Art kommt auch in Kokosplantagen und in Bambus vor.
Der Artzusatz bezieht sich auf Pierre-Médard Diard.

## Merkmale
Die Art ist 34 cm groß und wiegt etwa 100 g. Das Männchen ist schwarz von Kopf bis Oberbrust, mit kastanienbrauner Kopfkappe, breitem purpurblauem Augenring, kräftig rosafarbenem Nackenhalsband mit verlängerten, abstehenden Federn. Oberhalb der Schnabelbasis ist das Gefieder dunkelbraun, fast schwarz, der Schnabelwinkel reicht bis fast hinter das Auge und ist korrespondierten purpurblau gefärbt. Die Oberseite bis Schwanz ist blass braun. Die Schultern sind nussbraun, die Flügeldecken schwarz-weiß marmoriert, die Flugfedern sind schwarz mit weißen Rändern. Die äußeren Steuerfedern sind weiß und fein schwarz marmoriert, die mittleren sind nussbraun mit schwarzen Terminalbinden. Der Übergang von Oberbrust zur Unterbrust wird durch ein schmales rosafarbenes Band markiert. Die übrige Unterseite ist scharlachrot, die Schwanzunterseite weiß mit schwärzlicher Marmorierung und wirkt grau.
Das Weibchen ist vom Kopf bis Nacken und Oberbrust kastanienbraun, der braune Mantel geht am Rücken und am Bürzel in Nussbraun über. Das Nackenhalsband fehlt, die Flügeldecken sind dunkelbraun marmoriert, die Rändern der Flugfedern sind dunkelbraun. Das Brustband ist gelbbraun, die übrige Unterseite ist rosiger rosafarben als das Männchen.
Die Iris ist rotbraun, der Schnabel ist blau mit schwarzer Spitze, die Beine sind grau bis malvenfarben.
Jungvögel sehen weibchenartig aus.

## Geografische Variation
Es werden folgende Unterarten anerkannt:
- H. d. diardii (Temminck, 1832), Nominatform – Borneo und Bangka
- H. d. sumatranus Blasius, 1896[7] – südliches Thailand, Malaiische Halbinsel, Sumatra und Lingga-Inseln, beim Männchen kastanienbraune Kopffärbung auf den Nacken beschränkt, unbefiedertes Areal ums Auge mehr violett als rosa, Rücken etwas deutlicher kastanienbraun, Weibchen nicht unterscheidbar[4]

## Stimme
Der Gesang wird als Folge von 10 bis 12 „kau“-Lauten beschrieben, der zweite höher, dann abfallend. Der Warnruf ist ein sehr schnelles „peeoo-peeoo-peeoo“.

## Lebensweise
Die Art ist ein Standvogel.
Die Nahrung besteht hauptsächlich aus Schmetterlingsraupen, Käfern, Gespenstschrecken, Heuschrecken sowie Früchten. Gejagt wird von einem Ansitz aus.
Die Brutzeit liegt zwischen Februar und Mitte Mai auf der Malaiischen Halbinsel, zwischen Mai und August auf Borneo.
Das Nest wird in einer Höhle in einem abgestorbenen Baum angelegt in 1 bis 3 m Höhe, die Eingangsöffnung hat einen Durchmesser von etwa 12 cm. Das Gelege besteht aus 2 Eiern.

## Gefährdungssituation
Der Bestand gilt als „potentiell gefährdet“ (Near Threatened) durch Habitatverlust.